# Назур
Назур (араб. الناظور) — місто в Тунісі. Входить до складу вілаєту Загуан. Станом на 2004 рік тут проживало 5 207 осіб.